# Samir Badr
Samir Mazen Badr, ou  Samir Badr (2 de Abril de 1992), é um jogador de futebol americano que atua como guarda-redes, atualmente joga pelo Haras El-Hodood.

## Carreira

### Amador
Samir Badr frequentou a Robinson Secondary School aparecendo como guarda-redes para a equipa de futebol do colégio. Badr foi nomeado para o 2009 ESPN RISE high school boys soccer All-America team. Durante a sua temporada sénior em 2009, Badr foi perfeito, não sofrendo qualquer golo durante toda a temporada.

### Profissional
Após terminar o colégio, Samir Badr, foi para a Europa para fazer um teste com dois grandes do futebol português, o FC Porto e o Sporting CP. Impressionado, o FC Porto rapidamente assinou com Badr um para longo prazo. Após a chegada do novo treinador Vítor Pereira, Samir Badr foi dispensado. Está agora sem clube. No dia 14 de Outubro de 2011 surgiam notícias que indicavam que Badr estaria a treinar com a equipa dos Seattle Sounders.

### Internacional
Samir Badr jogou pela seleção Sub-15, Sub-17 e Sub-20 dos Estados Unidos da América. Badr é atualmente um membro da Seleção Sub-20, e participou na vitória dos EUA Sub-20 na Milk Cup Sub-20 Tournament.

Badr foi destaque na revista The New York Times como um dos onze jogadores de Next-Gen futebol americano.

Samir Badr também está em consideração para a seleção nacional Sub-23 dos EUA para o torneio de 2012 CONCACAF Men's Pre-Olympic na esperança de se classificar para as Olimpíadas de Verão de 2012 em Londres.

## Títulos

### Estados Unidos da América
- Milk Cup Sub-20 Tournament:
  - Vencedor: 2010

### Individual
- ESPN RISE All-American:
  - High School Boys All-America Team: 2009